# ヘンリー・グランワルド
ヘンリー・アナトール・グランワルド（Henry Anatole Grunwald、1922年12月3日 - 2005年2月26日）は、オーストリア生まれのアメリカ合衆国のジャーナリスト、外交官である。『タイム』誌の編集長およびタイム社の編集主幹を務めたことで知られる。

## キャリア
グランワルドは、オーストリア・ウィーンのユダヤ人家庭にハインツ・アナトール・グリューンヴァルト(Heinz Anatol Grünwald)として生まれた。父のアルフレートはリブレット（オペラ等の台本）作家で、フランツ・レハール、エメリッヒ・カールマン、オスカー・シュトラウスのためにオペレッタの台本を書いた。1938年のアンシュルスの後、一家はオーストリアからチェコスロバキアに渡り、その後パリに渡った。1940年、ビアリッツ、カサブランカ、リスボンを経てアメリカ合衆国に渡った。
劇作家を志していたグランワルドは、ニューヨーク大学在学中に『タイム』誌の雑用係となり、以降1987年までタイム社で編集の仕事を続けた。彼は、『タイム』誌の編集長（マネージング・エディター）を1968年から1977年までの11年間務めた後、『フォーチュン』『スポーツ・イラストレイテッド』『ピープル』『マネー』などのタイム社の全雑誌の編集主幹（エディター・イン・チーフ）を務めた。
彼は、『タイム』誌ではそれまで許されていなかった、署名入りの記事を許可した最初の人物である。また彼は、行動、エネルギー、性、経済、ダンスなどの新しい部門を導入した。彼は有名な（一部では悪名高い）表紙記事"Is God Dead?"（神は死んだのか?）の執筆を依頼した。彼はこの雑誌を共和党の党派性から遠ざけた。彼は個人的にリチャード・ニクソン大統領の辞任を求める社説を書いた。
編集長時代から編集主管時代を通して、彼は知的レベルの高い執筆を指示し、執筆された記事を知的な厳しさで評価した。彼は自分の雑誌が、現在の国家問題に対するモラリスティックな解決策を特定し、それを促進するのに役立つことを望んでいた。
1962年には、J・D・サリンジャーに関するエッセイ集"Salinger, a Critical and Personal Portrait"（サリンジャー、批判的で個人的なポートレート）を編集し、序文を執筆した。この本には、ジョン・アップダイク、レスリー・フィードラー、ジョーン・ディディオンなどの過去に発表されたエッセイや、サリンジャーについての『タイム』誌の記事が掲載されている。
1987年には、ロナルド・レーガン大統領から祖国オーストリアの米国大使に任命され、1990年まで在任した。
1998年9月5日、アメリカへの移住とその後の生活を綴った自伝"One Man's America: A Journalist's Search for the Heart of His Country"（ある男のアメリカ: ジャーナリストが求めた祖国の心）を発表した。また、2003年には小説"A Saint, More or Less"を執筆した。
2001年、オーストリア共和国科学文化勲章第1等を授与された。
晩年、彼は加齢黄斑変性のために徐々に視力を失っていった。そのことを1999年の著書"Twilight: Losing Sight, Gaining Insight"に書いている。このことから、視覚障害者に関する著名な非営利団体であるライトハウス・インターナショナルとの密接な関係を築くことになった。ライトハウスは毎年、社会全体、特に視覚障害者のために貢献した人に、「ヘンリー・A・グランワルド公共サービス賞」を授与している。グランワルドは、この賞の名前の由来であり、最初の受賞者でもある。
2005年2月26日、ニューヨーク市で亡くなった。

## 家族
1953年、グランワルドはベヴァリー・スーザー(Beverly Suser)と結婚した。2人の間には、脚本家のピーター・グランワルド、民主党の政治コンサルタントのマンディ・グランワルド、作家のリサ・グランワルドの3人の子供がいた。ベヴァリーは1981年に乳がんで亡くなった。
1987年、元『ヴォーグ』誌編集者でマンハッタンの社交界で活躍していたルイーズ・メルハド(Louise Melhado)（旧姓リーバーマン(Liberman)）と結婚した。彼女にとっては3度目の結婚だった。

## 著書
以下に著書の一部を挙げる。
- "Salinger, a Critical and Personal Portrait" edited by Henry Anatole Grunwald. New York: Harper & Row, 1962.
- "One Man's America: A Journalist's Search for the Heart of His Country"  New York: Doubleday, 1997
- "Foreign policy under Reagan II." Foreign Affairs 63.2 (1984): 219-239. Online
- "The post-Cold War press: A new world needs a new journalism." Foreign Affairs (1993): 12-16. Online